# 卡洛·比亚吉
卡洛·比亚吉（義大利語：Carlo Biagi，1914年4月20日—1986年4月16日），意大利男子足球运动员，司职中场。他曾代表意大利国家队参加1936年夏季奥林匹克运动会足球比赛，获得金牌。